# Vegemite

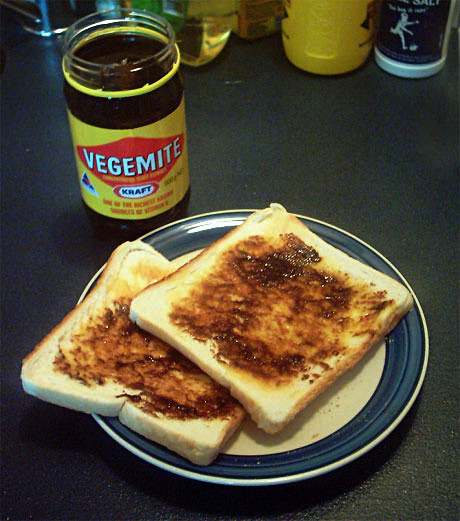
Vegemite op geroosterd brood

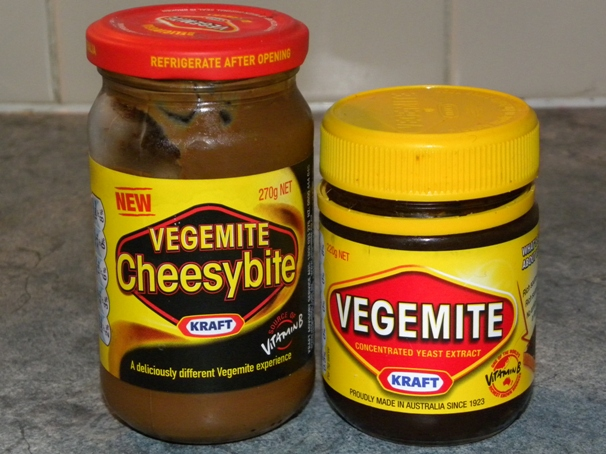
Potje Vegemite naast een potje Cheesybite

Vegemite is de merknaam van een zwart smeerbaar broodbeleg uit Australië. Het wordt gemaakt van gistextract dat overblijft na bierbereiding, aangevuld met groenten en kruiden.
Vegemite wordt gebruikt op sandwiches, geroosterd brood en crackers, en ook in gebak. Het is vergelijkbaar met het Britse en Nieuw-Zeelandse marmite, het Australische Promite, het Duitse Vitam-R en het Zwitserse Cenovis.
Het smeersel is zout, enigszins bitter, moutig en rijk aan glutaminezuur, wat resulteert in een umami-smaak gelijkend op die van runderbouillon. Het is veganistisch, koosjer en halal.

## Geschiedenis
Vegemite is in 1922 in Melbourne uitgevonden door Cyril P. Callister, werkzaam voor het bedrijf Fred Walker & Co. Tot januari 2017 was het merk Vegemite eigendom van Mondelēz International (voorheen Kraft Foods), waarna het werd aangekocht door het Australische bedrijf Bega Cheese. De aankoop was onderdeel van een overeenkomst ter waarde van $460 miljoen waarmee Bega Cheese het grootste deel van de kaas- en levensmiddelenbedrijven van Mondelēz International in Australië en Nieuw-Zeeland verwierf.

## Bier
In 2015 ontstond ophef in Australië toen bekend werd dat Vegemite in Queensland en het Noordelijk Territorium gebruikt wordt om bier mee te brouwen. Het hoofdingrediënt, gistextract, maakt dit mogelijk. Ondanks de ophef werd de verkoop van het product niet verboden.

## Populaire cultuur
De Australische popgroep Men at Work refereerde aan een vegemitesandwich in hun nummer Down Under, dat in 1981 werd uitgebracht op het album Business as Usual. De eveneens Australische band King Gizzard and the Lizard Wizard heeft zelfs een heel nummer over Vegemite geschreven.
In Red Hand Files #134  van februari 2021 poneerde Nick Cave de stelling dat elke zichzelf respecterende Australiër zou horen te weten dat Vegemite niet in de koelkast bewaard dient te worden.